# 南北関係
本項では南北関係（なんぼくかんけい）、すなわち大韓民国と朝鮮民主主義人民共和国の関係について解説する。
1910年に日本へと併合されるまで単一国家のあった朝鮮半島は1945年9月2日、第二次世界大戦終結に伴い2つの異なる占領地域に分断された。1948年には半島の北部と南部に2つの主権国家が建国され、分断が公的なものとなった。分断にもかかわらず、両国はそれぞれの憲法上で朝鮮半島全域にわたる主権を主張しており、英語の国名に「Korea」を使用している。両国は1950年から1953年まで朝鮮戦争で対峙し、休戦協定を締結したものの平和条約成立には至っていない。北朝鮮は白頭血統に属する最高指導者の支配するヘゲモニー政党制国家である。韓国は1960年から1961年までの短い民主制期を除き、1987年の民主化に伴う直接選挙まで軍事独裁が続いていた。両国は朝鮮半島全域及び付随する島嶼部に対する主権を主張している。両国は1991年に国際連合へと加盟し、ほとんどの加盟国から承認されている。1970年代以降、両国は軍事的緊張を和らげるための非公式な外交対話を続けている。
分断から55年後の2000年、金大中大統領は大韓民国の大統領として初めて北朝鮮を訪問した。金大統領の下、韓国は太陽政策を掲げ北朝鮮との関係改善を模索し、開城工業地区などの成果をもたらした。金の後を継いだ盧武鉉大統領も太陽政策を継続し、2007年には北朝鮮を訪問し、指導者金正日と会談した。両首脳は平和追及および南北関係回復を謳った宣言に署名した。しかしながら、批判を浴びた太陽政策は以降の政権下で継続されなかった。李明博および朴槿恵政権下で南北関係は敵対的なものとなった。
2018年平昌オリンピックの北朝鮮参加で始まった文在寅政権下で両国の外交関係は劇的に改善した。2018年4月、両国は板門店宣言を締結した。南北首脳会談は米朝関係の改善も促進した。しかしながら交渉は尹錫悦政権が成立した2022年に失速し、南北関係は悪化し軍事的緊張が高まった。2023年末以降、北朝鮮は韓国を「第一の敵対国」とみなすようになっており、金正恩は南北関係について「もはや同族関係、同質関係ではない」としている。

## 朝鮮半島分断

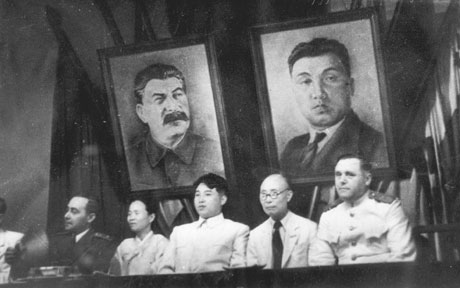
ヨシフ・スターリンおよび金日成の肖像が並ぶ中、平壌で会談する金日成ら朝鮮人共産主義者およびソ連代表（1946年）。

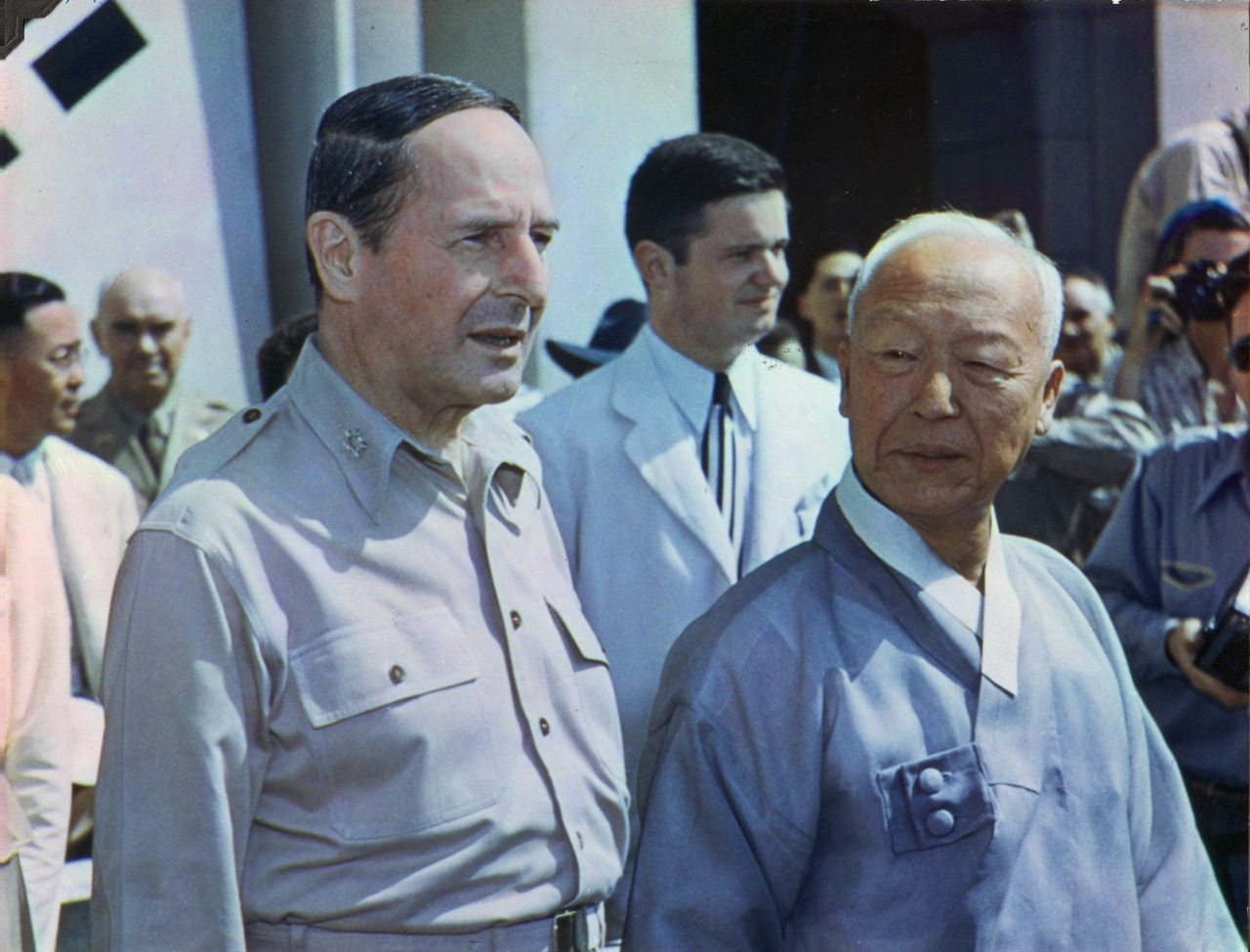
大韓民国政府樹立を祝う式典に参加する李承晩およびダグラス・マッカーサー米将軍（1948年）。

朝鮮半島は1910年以降日本に占領された。1945年8月9日、第二次世界大戦終盤にソビエト連邦は日本に対し宣戦布告し、朝鮮半島へと進軍した。ソ連の宣戦布告はヤルタ会談で連合国側の同意を得たものであったが、アメリカ合衆国政府は朝鮮半島全体がソ連の手に落ちるのではないかと懸念し始めた。米国政府はソ連軍に対し北緯38度線での進軍停止を要請し、首都ソウル市を含む南部を自国の占領下においた。この内容は8月15日の日本の降伏後、一般命令第一号に含まれた。8月24日、赤軍は平壌へ入城し、38度線以北で軍政を敷いた。米軍は9月8日に南部へ上陸し、在朝鮮アメリカ陸軍司令部軍政庁を設置した。
連合国側は当初朝鮮での信託統治を予定していたが、朝鮮人ナショナリストの多くは早急な独立を望んでいた。一方、戦時中の米ソ間協力関係は冷戦勃発に伴い破綻していった。どちらの占領国も、自国の政治方針に沿った朝鮮人を起用し、反対派を疎外するようになった。こうした新興指導者の多くは、民衆の支持をほとんど得られない帰国亡命者だった。北部では、ソ連は朝鮮人共産主義者を支持していた。1941年以降ソ連軍に参加していた金日成が有力な政治勢力となった。社会はソ連に倣って集権化・集団化された。南部の政治はより波乱に満ちており、熱心な反共主義者李承晩が最有力の政治家として浮上してきた。
米国政府は事態を国連へと持ち込み、国際連合韓国臨時委員団（UNTCOK）が結成された。ソ連はこの動きに反対し、北部での委員団の活動を許可しなかった。1948年5月10日、委員団は南部で普通選挙を実施した。李承晩大統領の下で大韓民国が建国され、8月15日に公式に軍政庁から政権を引き継いだ。北部では、金日成首相の下朝鮮民主主義人民共和国の建国が9月9日に宣言された。ソ連軍は1948年12月10日に北朝鮮から撤退した。米軍も同年に韓国から撤退したが、大韓民国国軍訓練のため駐韓米軍顧問団が残された。
敵対する両国政府はそれぞれ自身こそが朝鮮半島全体の政府だと見なしており、分断を一時的なものと考えていた。北朝鮮はソウルが正式な首都だと宣言しており、1972年までこの方針を貫いていた。

## 朝鮮戦争

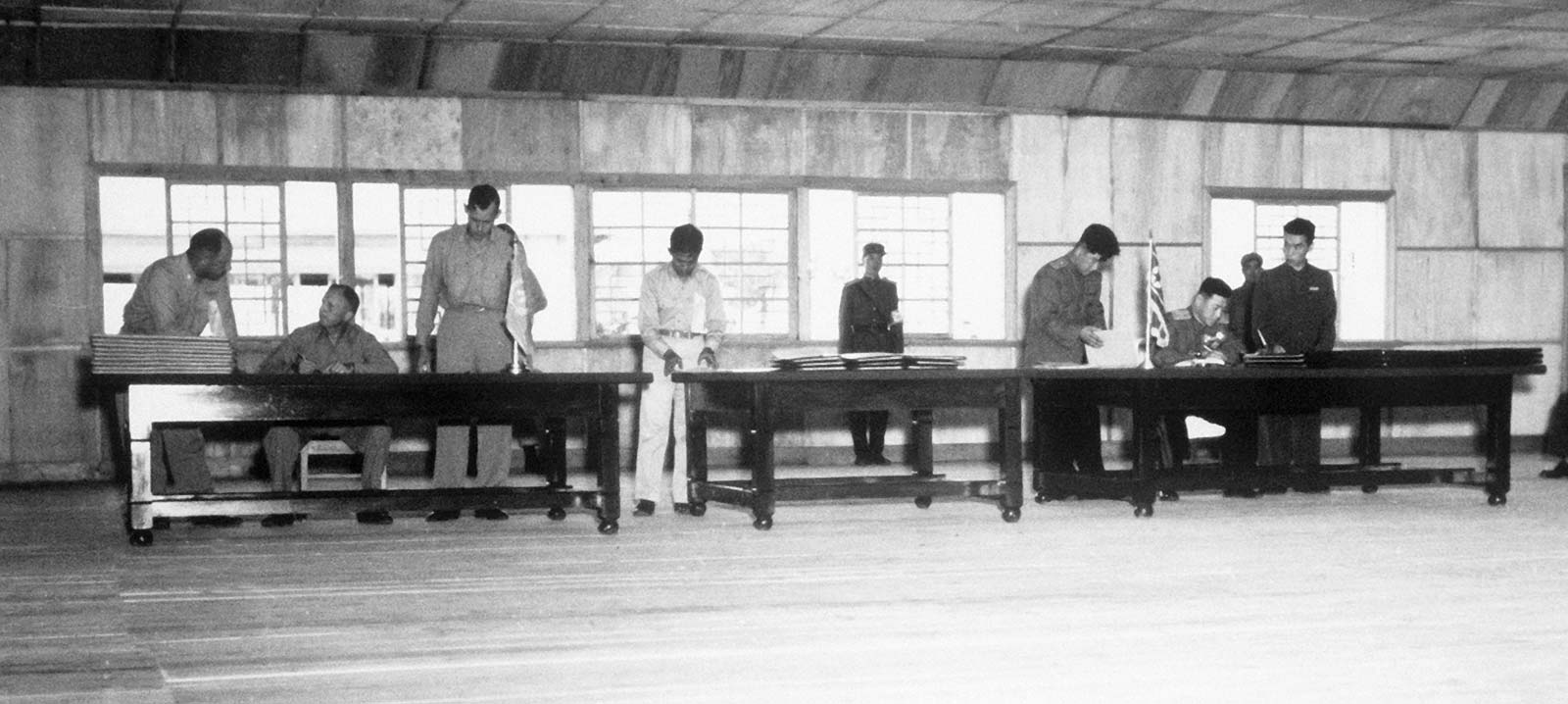
板門店で朝鮮戦争休戦協定に署名する使節たち。

1950年6月25日、北朝鮮は韓国へ軍事侵攻した。アメリカ合衆国率いる国連軍が韓国救援のため介入した後もしばらくは北朝鮮軍が優勢であり、国土の大半を手中に収めた。仁川上陸作戦からは形勢が逆転し、国連軍は10月に北朝鮮へ進軍した。中国国境へ近づくにつれ、中国が北朝鮮側について介入し、戦況を再び覆した。1953年7月27日、開戦以前と大まかに同じ境界線を定めた休戦協定が結ばれ、戦闘が停止した。李承晩は協定への署名を拒否したものの、その遵守に渋々同意した。両国間には38度線と交差するものの、厳密には一致しない緩衝地帯の軍事境界線（DMZ）が設けられた。北朝鮮は少なくとも過去6回（1994年、1996年、2003年、2006年、2009年、2013年）、休戦協定には従わないと宣言した。
戦争の結果、多数の人間が住処を追われ、また多くの家族が休戦協定で復活した境界によって分断された。こうした離散家族は当時の南北合わせて1000万人にのぼるといわれる。彼らの再会は韓国にとって外交上での優先事項となっている。また、戦争は南北社会の異質化を決定的なものとした。北朝鮮からは多くの地主やキリスト教徒が越南し、韓国からは共産主義者らが越北したこともあり、南北間の相互不信はより深く、厳しいものとなった。

## 冷戦
南北対立は両国の政策決定で重要な観点となっている。例えば、平壌地下鉄の建設はソウル地下鉄を先回っている 。1980年代、韓国政府はDMZ内の台城洞に高さ98 mの国旗掲揚塔を建てている。それに対し北朝鮮は160 mの掲揚塔を近くの機井洞に建設している。
1960年代、朝鮮半島非武装地帯紛争と呼ばれる、一連の小規模な武力衝突によって緊張が高まった。この間、北朝鮮と韓国は互いの首脳暗殺計画を含む一連の報復攻撃で、互いに秘密裏に襲撃を行った。1968年1月21日、北朝鮮の特殊部隊が韓国の大統領官邸を襲撃しようと試みた。1969年12月11日、大韓航空機YS-11ハイジャック事件が起きた。
ニクソン大統領の中国訪問を控える中、韓国の朴正煕大統領は北朝鮮の金日成と秘かに接触し始めた。1971年8月、南北間での最初の赤十字社対談が行われた。参加者の多くが諜報部員や党高官だった。1972年5月、大韓民国中央情報部の李厚洛部長は平壌で金日成と秘密裏に会談した。金日成は青瓦台襲撃未遂事件について謝罪しつつ、自分は計画を承認していなかったと述べた。李の訪北を受け、北朝鮮の朴成哲国家副主席がソウルを秘密裏に訪問した。1972年7月4日、南北共同声明が発表された。共同声明では第1に、統一は、外部勢力に依存したり干渉を受けることなく、自主的に解決すべきであり、第2に、統一は、互いに相手方に反対する武力行使に依拠することなく、平和的方法で実現すべきであり、第3に、思想と理念、制度の差異を超越して、まず単一民族として民族的大団結を図るべきであるとする祖国統一の三原則が謳われた。また、最初の南北直通通話が開設された。
1973年、大韓民国国家情報院による野党指導者金大中誘拐を受け北朝鮮は対話を中断した。しかしながらその後対話は再開され、1973年から75年の間、板門店で南北交渉委員会談が10回行われた。
1970年代後半、アメリカのジミー・カーター大統領は朝鮮半島での和平を望んでいた。しかしながら、彼の部隊撤退案は反発が強く計画は実現しなかった。
1983年、北朝鮮はラングーン事件を引き起こしつつ米韓朝三者会談を提案した。この矛盾した言動は謎とされている。
1984年9月、北朝鮮赤十字社は大洪水で被害を被った韓国に対し支援物資を送った。対話は再開され、1985年には芸術団公演とともに離散家族再会が初めて行われた。友好的な雰囲気は1986年の米韓合同軍事演習（チーム・スピリット）実施によって終わりを告げた。

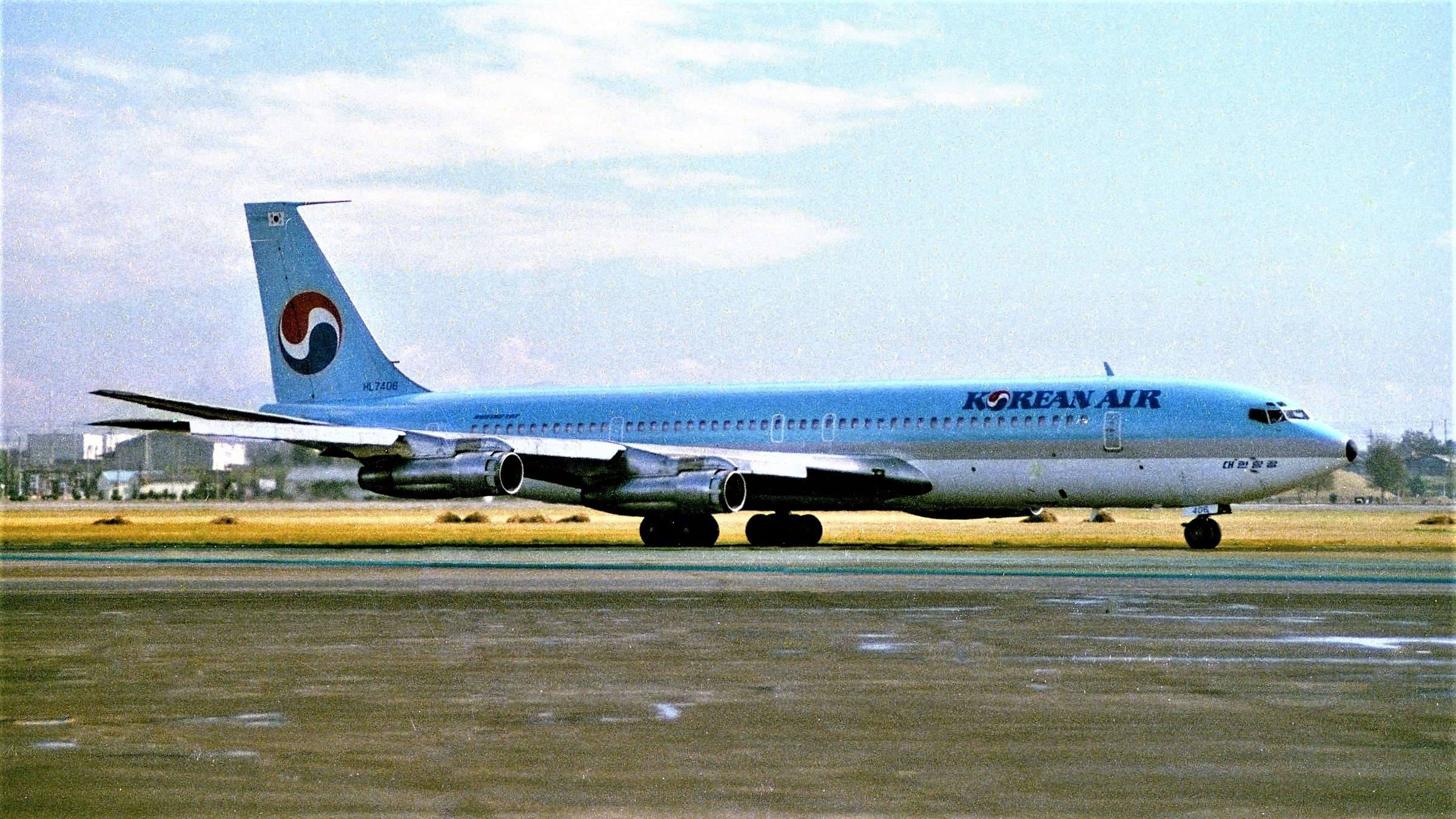
大韓航空機爆破事件の起きたHL7406機（事件1か月前）

統一旗

1988年ソウルオリンピックの開催が決まると、北朝鮮は共産主義の友好国に対しボイコットを呼びかけ、また大会の共同開催を目論んだ。試みは失敗し、大韓航空機爆破事件は北朝鮮による復讐とみなされた。しかしながら同時期、冷戦緩和の流れを受けて韓国の盧泰愚大統領は北方外交と呼ばれる外交構想を打ち出した。「朝鮮共同体」の暫定的な樹立を提案するもので、北朝鮮の連邦案に類似していた。1990年9月4日から7日まで、ソウルで高官級協議が開かれた。北朝鮮が韓ソ関係正常化に抗議していたのと同時期である。この会談は1991年の南北基本合意書と朝鮮半島の非核化に関する共同宣言につながった。これと同時に南北両政府が揃って国際連合へと加盟した。一方、1991年3月25日、日本で開催されていた第41回世界卓球選手権では南北合同選手団によって統一旗が初めて使用され、同年9月にポルトガルで開催された1991 FIFAワールドユース選手権でも合同選手団が参加した。
しかしながら、関係改善にも限度が存在した。1989年、平壌で開催された第13回世界青年学生祭典に参加していた学生運動家の林秀卿は帰国と同時に投獄された。

## 太陽と影

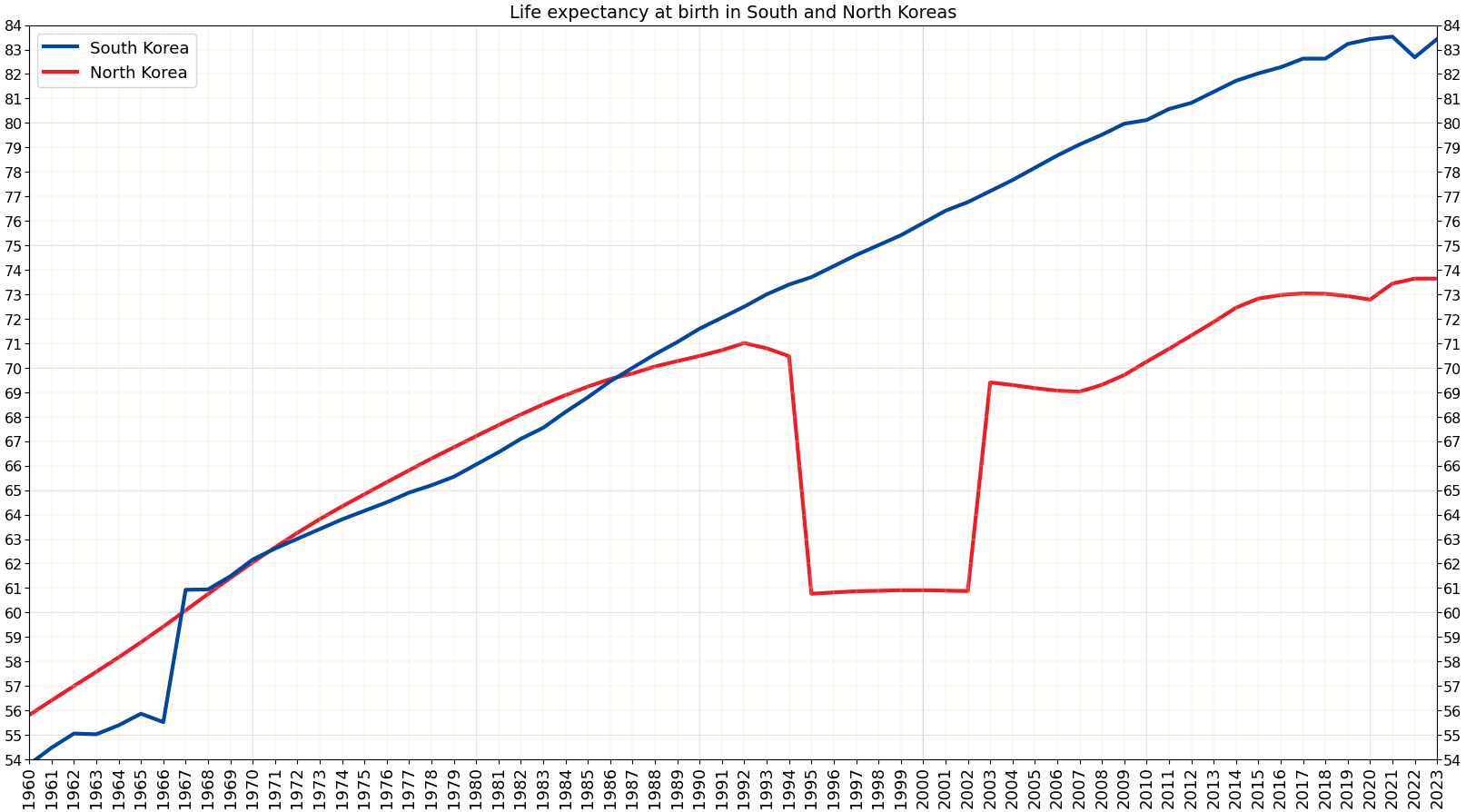
南北両国民の平均寿命の比較

冷戦終了によって北朝鮮では深刻な経済危機が生じ、統一が間近に迫っているとの期待を抱かせた。韓国へ逃れる脱北者の数は増大した。公式の統計によれば、韓国内に居住する脱北者は1995年には561人であったのが、2007年には10,000人を上回っている。1991年12月、両国は南北基本合意書を結び、不可侵と文化・経済交流を約束した。また、主要な軍事行動の事前通告と軍事ホットラインの設置にも合意し、休戦協定から「平和体制」への移行にも着手した。
1994年、北朝鮮の核開発に対する懸念から、米朝枠組み合意が締結された。
1998年、韓国の金大中大統領は北朝鮮に向けた太陽政策を発表した。1999年の第1延坪海戦にもかかわらず、2000年には金大中と金正日の間で史上初の南北首脳会談が行われた。この功績によって金大中はノーベル平和賞を受賞した。8月には離散家族再会が実施された。同年9月の2000年シドニーオリンピックには南北合同選手団が参加した。韓国は北朝鮮にとって最大の貿易相手国となった。1998年以降、現代グループは北朝鮮政府との合弁事業として金剛山国際観光特別区開発を推し進めた。2003年には開城工業地区が設置され、韓国財界による北朝鮮への投資が可能となった。2000年代初頭には、韓国工作員による北朝鮮潜入が中止された。
しかしながら、アメリカのジョージ・W・ブッシュ大統領は太陽政策を支持せず、2002年には北朝鮮を悪の枢軸の一員だとした。
北朝鮮による核ミサイル開発可能性に対する懸念の継続から、2003年には日本、アメリカ合衆国、中華人民共和国、ロシア、韓国、北朝鮮による六者会合が開催された。結局、2006年に北朝鮮はミサイル実験を再開し、10月9日には初の核実験を行った。
第1回南北首脳会談で締結された6.15南北共同宣言では、適切な時期に第2回南北首脳会談を開催すると記されていた。当初、2回目の首脳会談は韓国で開催される予定だったが、実現することはなかった。2007年10月2日、韓国の盧武鉉大統領は軍事境界線を歩いて越え、金正日との会談の為に平壌へと向かった。両者は6.15南北共同宣言の精神を再確認し、南北関係の進展、朝鮮半島の平和、住民の共同繁栄、朝鮮半島統一の実現に関する様々な議題について協議した。2007年10月4日、韓国の盧武鉉大統領と北朝鮮の金正日総書記は平和宣言に署名した。同宣言内では、朝鮮戦争の休戦協定を恒久的な平和条約へ移行するための国際協議が求められた。
この時期の政治的進展は芸術にも反映された。1999年の『シュリ』や2000年の『JSA』といった映画では北朝鮮の人々が好意的に描かれている。

## 太陽政策の終焉

### 李明博政権

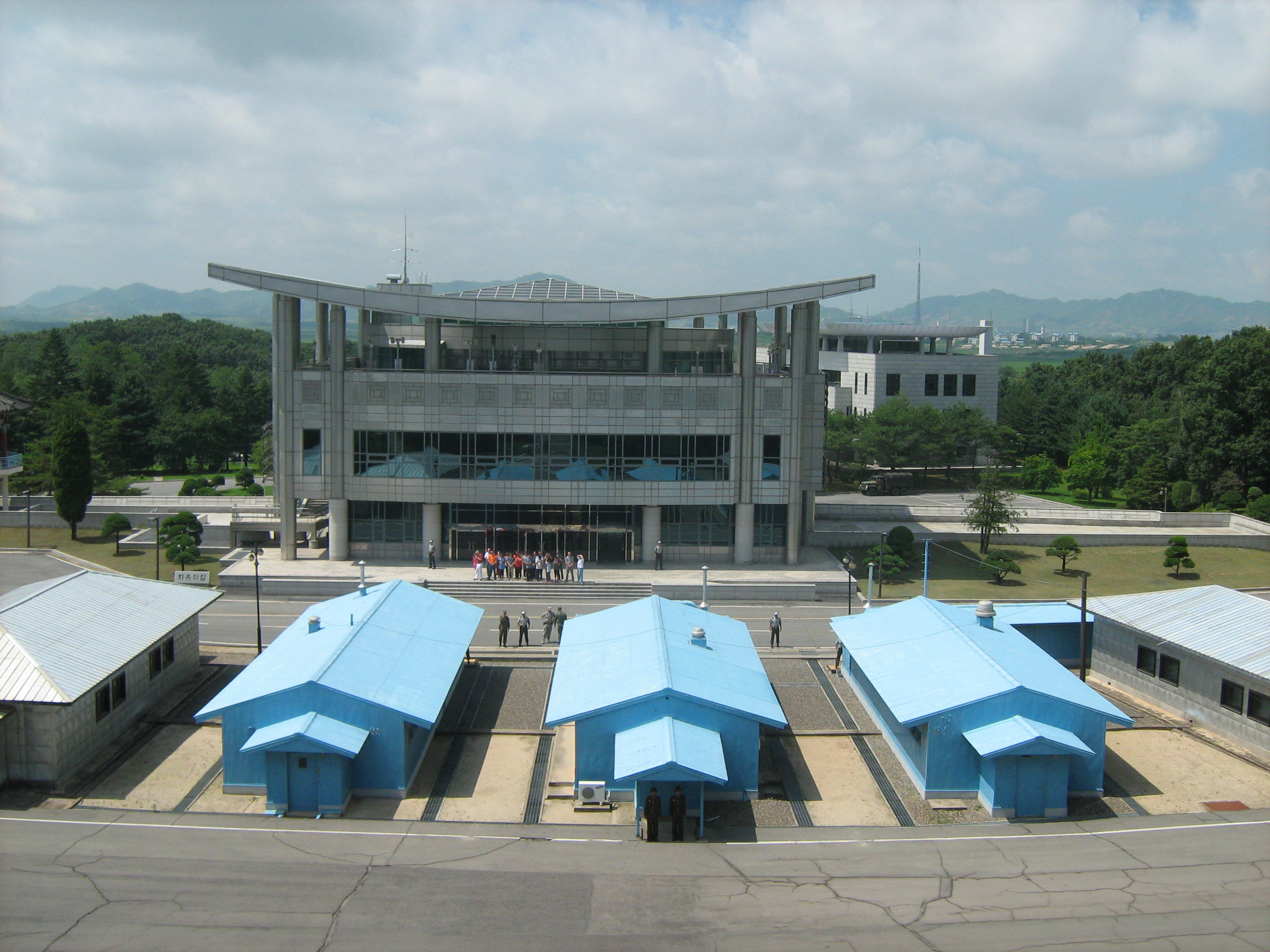
北朝鮮側から見た軍事境界線（2012年）

2010年、韓国の李明博大統領は太陽政策を公的に放棄した。
2010年3月26日、104名の乗組員を乗せた1500トンの韓国海軍艦艇「天安」が黄海・白翎島沖で沈没した。韓国政府は船尾で爆発があり、魚雷攻撃が原因かどうか調査中だとした。乗組員104名のうち46名が亡くなり、58名が救助された。韓国の李明博大統領は安全保障当局の緊急会議を招集し、乗組員の救助に集中するよう軍に対し命じた。2010年5月20日、国際的な合同調査団は沈没が北朝鮮の魚雷によるものだとする調査書を公表したが、北朝鮮は調査結果を拒絶した。韓国は調査団の結論に同意し、李明博大統領はその後、北朝鮮への外交的・経済的報復を主目的とした措置の一環として、北朝鮮との貿易を全面的に削減すると宣言した。北朝鮮は関与疑惑をすべて否定し、両国関係の断絶及び不可侵合意の破棄を公表した。
2010年3月26日、黄海に浮かぶ韓国の延坪島に向けて北朝鮮軍が砲撃し、韓国側も反撃した。韓国側の海兵隊員2名および一般市民2名が亡くなり、3名の一般市民を含む数十名が負傷した。北朝鮮側にも10人以上の死者が出たと推測されているが、北朝鮮当局はこれを否定している。町民は避難させられ、韓国は厳しい報復を警告し、李明博大統領は、さらなる挑発が起こった場合には近隣の北朝鮮ミサイル基地を破壊するよう命じた。北朝鮮の国営通信社である朝鮮中央通信社は、北朝鮮が砲撃したのは韓国が「無謀にもわが国の海域に砲撃した」後だと報じた。
2011年、北朝鮮が1999年に韓国軍の高官4人を拉致していたことが明らかになった。

### 朴槿恵政権
2012年12月12日、北朝鮮は科学技術的人工衛星光明星3号2号機を打ち上げ、周回軌道に到達させた。アメリカは海域への軍艦派遣で応じた。2013年の1月から9月にかけては光明星3号2号機の打ち上げを非難した国際連合安全保障理事会決議2087によって北朝鮮と日米韓間の緊張が増した。この危機は、北朝鮮で新たに発足した金正恩政権による発言の過激化と、日米韓3か国に対する差し迫った核攻撃を示唆する行動によって特徴付けられた。
2014年3月24日、墜落した北朝鮮のドローンが坡州市近郊で発見され、搭載されたカメラには青瓦台と非武装地帯付近の軍事施設の写真が収められていた。3月31日、北方限界線海域での砲撃戦後、北朝鮮のドローンが白翎島に墜落しているのが発見された。9月15日、白翎島近海で北朝鮮のドローンと思われる残骸が漁師によって発見され、この機体は2014年3月に墜落した北朝鮮のドローンと類似していると報告された。
2014年にBBCワールドサービスが実施した調査によれば、韓国人のうち3%が北朝鮮に良い印象を持つと回答した一方、91%は悪印象を持つと回答しており、韓国は日本に次いで世界で2番目に北朝鮮に対する国民感情が悪い国であった。しかしながら、同年に韓国政府が出資した調査では、韓国人のうち北朝鮮は敵対的だと回答したのは13%であり、58%の韓国人は北朝鮮を協力していくべき国家だと回答した。
2015年1月1日、新年演説の中で金正恩は韓国側との高官会談を望んでいると語った。
2015年8月第1週、非武装地帯で地雷が起爆し、韓国軍の兵士2名が負傷した。韓国側は地雷を埋設したとして北朝鮮を非難したものの、北朝鮮は関与を否定した。事件後、韓国は北朝鮮に向けてプロパガンダ放送を再開した。
2015年8月20日、北朝鮮軍は漣川郡に向けて砲撃した。韓国はこれに対し数発の砲撃で応じた。韓国側に死傷者は出なかったが、避難する地元住民もいた。この砲撃により両国は開戦の瀬戸際に陥り、同月22日には緊張緩和のために板門店で高官の協議が行われた。それにもかかわらず、協議中に北朝鮮は潜水艦の70％以上を配備し、同月23日に再び緊張が高まった。協議は翌日まで続き、最終的に8月25日に双方が合意に達し、軍事的緊張が緩和されて終了した。
2016年9月9日に韓国と北朝鮮の間で北朝鮮のミサイル発射実験に関する和平交渉が行われたにもかかわらず、北朝鮮はミサイル発射実験を継続した。北朝鮮は建国68周年記念行事の一環として5回目の核実験を行った。これに対し韓国は、金正恩の暗殺計画があると明らかにした。
2017年に統一研究院が行った調査によれば、韓国市民の58%が統一は必要だと回答した。回答者のうち14%は「統一は強く必要とされている」と答えた一方、44%は「どちらかといえば統一は必要だ」と答えている。調査の「大韓民国と朝鮮民主主義人民共和国がもし平和的に共存できるとしても、統一は必要か？」という問いに対し、46%は必要だと答え32%は必要ないと答えている。

## 2017・18年の雪解け

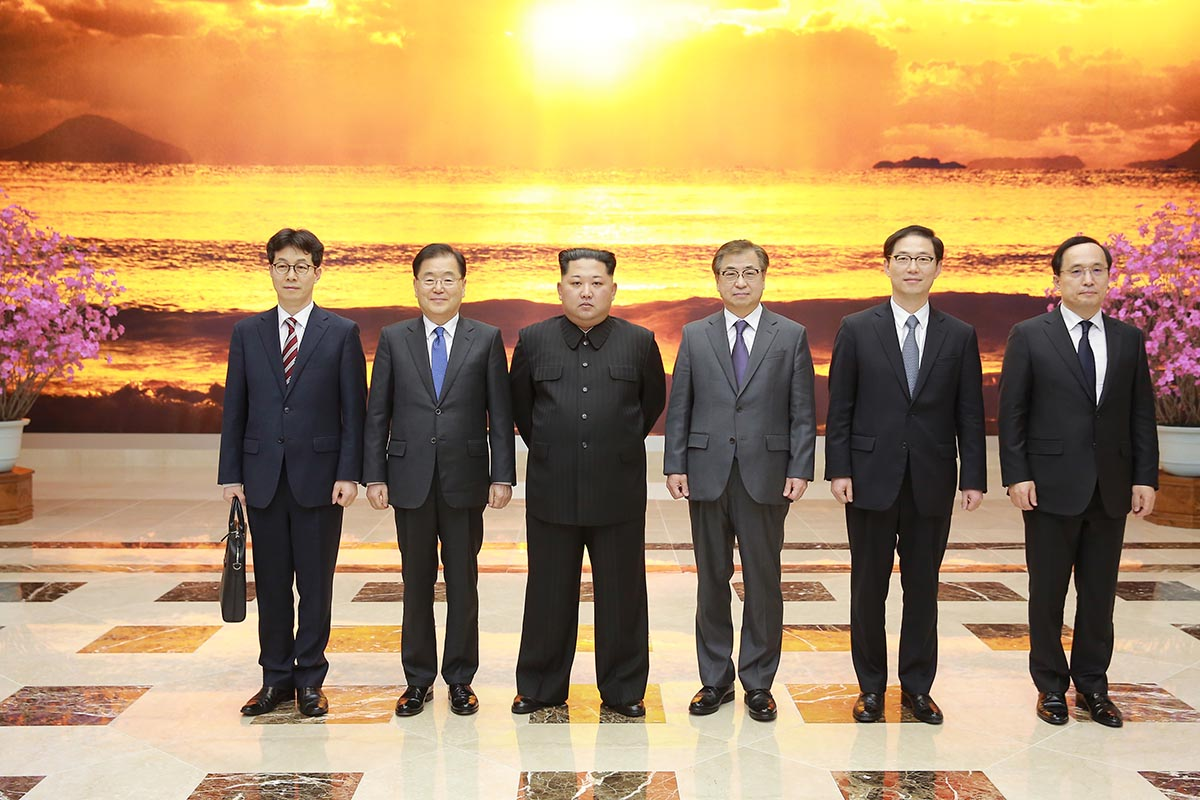
朝鮮労働党本部で韓国からの使節団と会見する金正恩（2018年3月6日）

2017年、太陽政策への復帰を公約に掲げていた文在寅が韓国大統領に選ばれた。2018年の新年演説中、金正恩委員長は開催が迫る2018年冬季五輪に向け使節団の訪韓を提案した。南北ホットラインは2年ぶりに再開された。大会期間中、南北合同選手団は開会式および女子アイスホッケー競技に参加した。北朝鮮は選手団だけでなく、金正恩委員長の妹金与正や金永南元首といった前例のない政府高官使節団、さらには三池淵管弦楽団を韓国に派遣した。北朝鮮の芸術団もまた、大会を記念してソウルを含む韓国内の2都市で公演を行った。芸術団を乗せた万景峰号は2002年以降はじめて韓国に入港した北朝鮮籍の船舶となった。使節団は文大統領に対し北朝鮮への招待状を渡した。
大会後、両国政府は2021年アジア冬季競技大会共同開催の可能性に言及した。4月1日、韓国のK-POPスターが平壌公演「春は来る」に参加し、金正恩とその妻が鑑賞した。K-POPスターを含む韓国芸術団160名が2018年4月初頭に北朝鮮で公演した。韓国人のアーティストが北朝鮮で公演するのは2005年以来であった。その一方、両国のプロパガンダ放送は中断された。

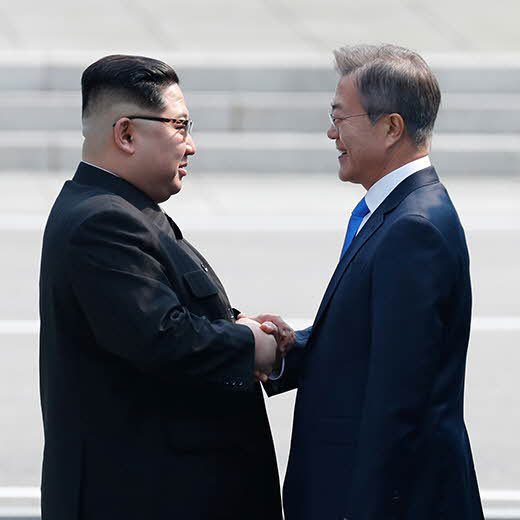
軍事境界線上で握手する金委員長と文大統領

4月27日、共同警備区域の韓国側で文在寅と金正恩が首脳会談を行った。北朝鮮側の指導者が韓国内に入るのは朝鮮戦争以降初であった。北朝鮮の金正恩委員長と韓国の文在寅大統領は朝鮮半島の分断線上で会った。会談後、両国は朝鮮半島非核化に向け努力することで合意した。また両国は朝鮮戦争を1年以内に正式に終結させると誓った。会談で締結された板門店宣言中で、両首脳は朝鮮半島の国境地帯における長年の軍事活動の終結と朝鮮半島の統一を呼びかけ、また鉄道の接続と近代化に向けて協力することでも合意した。
5月5日、北朝鮮は自国の時間帯を韓国側に合わせた。同月中、板門店宣言を受け韓国側は非武装地帯の拡声器を撤去し始めた。
5月26日、迫る米朝首脳会談に向け、文大統領と金委員長は2回目の首脳会談で協議した。会談で6月に南北高官の協議が予定された。6月1日、両国高官は軍事会談と赤十字会談を進めることで合意した。また、2016年に北朝鮮の核実験を受け韓国が閉鎖していた開城特別市の南北共同連絡事務所再開についても合意した。6月22日には軍事・赤十字社会談が金剛山景勝地で開催され、離散家族再会事業の再開が合意された。4月の会談後、2018年6月12日には2018年米朝首脳会談がシンガポールで行われた。韓国政府は会談が成功したと称賛した。
2018年6月23日、韓国は北朝鮮を刺激せず平和的対話を継続するため、9月に米国と毎年実施している軍事演習を実施せず、黄海での独自訓練も中止すると発表した。2018年7月1日、韓国と北朝鮮は船舶間無線通信を再開し、黄海の北方限界線周辺での南北艦艇の偶発的衝突を防ぐことができるようになった。2018年7月17日、韓国と北朝鮮は半島西部の軍事通信回線を完全に復旧させた。
2018年アジア競技大会で韓国と北朝鮮は合同選手団を結成し大会に参加した。協力関係は映画産業にも及び、韓国は北朝鮮映画を同国の映画祭で上映することを認め、同時に北朝鮮から何人かの映画製作者を招待した。同年8月には北朝鮮の金剛山で離散家族再会が行われた。9月に平壌で行われた南北首脳会談で、金委員長はアメリカが同等の行動をとるならば、核施設解体に応じる考えがあると述べた。平壌で両首脳は「2018年9月平壌共同宣言」に署名した。宣言では共同警備区域からの地雷、守衛室、兵器および人員撤去が盛り込まれた。両国は衝突を避けるため、境界線を挟んだ緩衝地帯の設置に合意した。9月19日にはアリラン祭に参列した文大統領が観客150,000人の前で演説し、北朝鮮大衆の前で演説した初の韓国大統領となった。また、2018年9月の首脳会談では、両国首脳が「和解、不可侵、交流及び協力に関する協定」（「基本協定」）に署名し、両国間の軍事的緊張の緩和と軍備管理の強化が図られた。
2018年10月23日、閣僚の承認から数時間後、文大統領は基本協定と平壌共同宣言を批准した。
2018年11月30日、韓国の列車が軍事境界線を通過して北朝鮮国内に入り、板門駅に停車した。韓国の列車が北朝鮮国内に入るのは2008年以来である。

## 文・金外交（2019年–2022年）

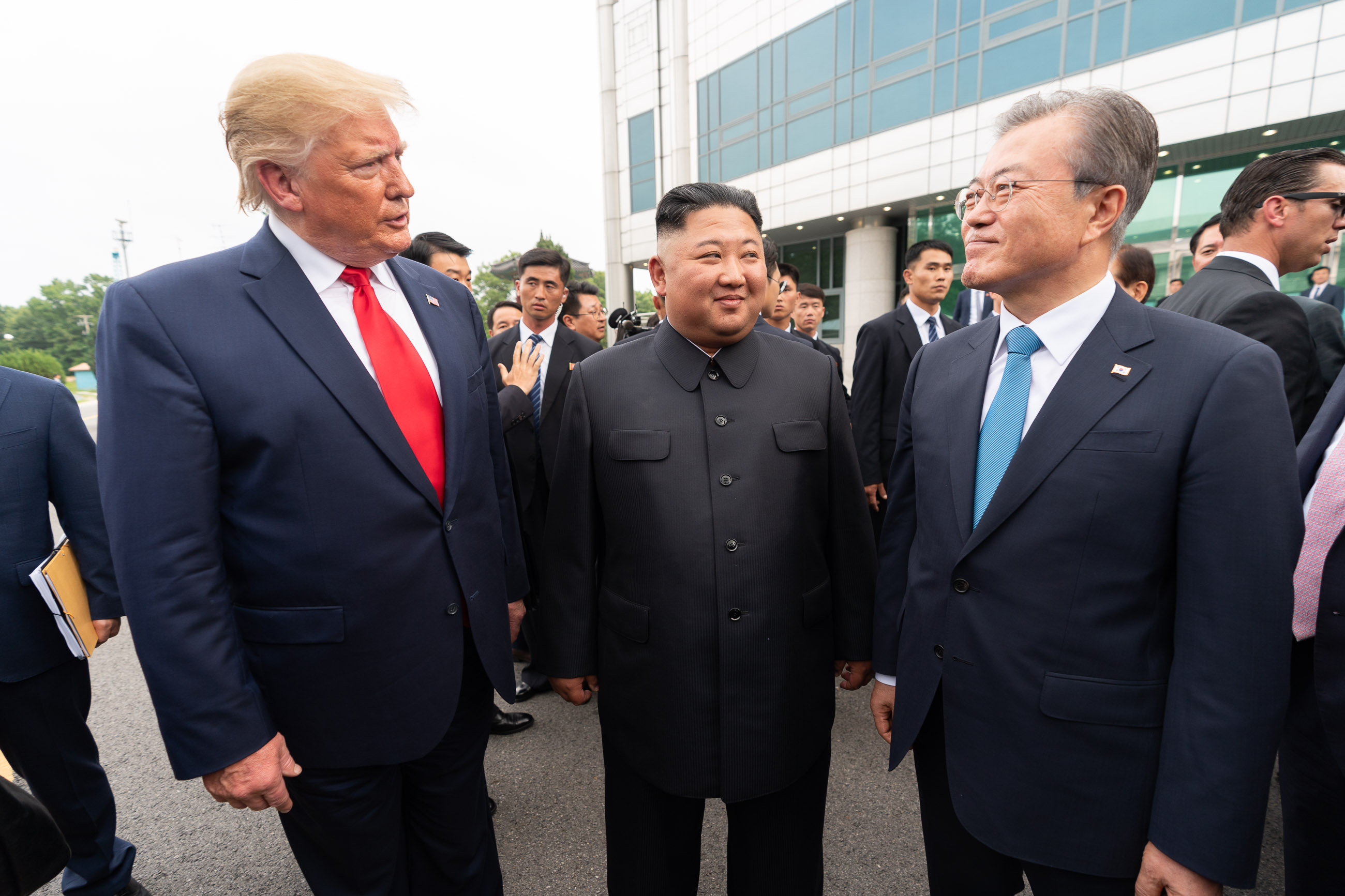
非武装地帯で会談するトランプ、金、文。

### 2019年
6月30日、金と文は非武装地帯で再び会談した。会談を企画した米国のドナルド・トランプ大統領も同席した。会談は自由の家で行われた。その一方で、北朝鮮は短距離ミサイル発射実験を数回にわたり実施し、米韓両国は8月に共同軍事演習を実施した。2019年8月16日、朝鮮労働党は韓国の演習参加および米軍機器購入を「重大な挑発行為」と呼んで批判し、これ以上の交渉はないとする声明を発表した。
8月5日、韓国の文在寅大統領は、ソウルの大統領府青瓦台で行われた上級補佐官との会談で、歴史問題の結果として日本が韓国に対して通商規制を課しているとの認識を示した。文大統領はその後、日本との情報共有協定からの脱退を訴え、その過程で北朝鮮との協力を模索したが、土壇場で反対を選択した。 2019年8月、日韓貿易問題が悪化する中、ソウルの大統領府青瓦台での会見で、文大統領は北朝鮮と経済協力し、日本経済を追い越すと表明した。
10月15日、韓国と北朝鮮は平壌でFIFAワールドカップ予選に臨んだ。北朝鮮でサッカー公式戦が行われるのは30年ぶりとなった。試合は無観客で開催され、北朝鮮の高官100名のみが観戦を許可された。韓国の観客やメディアは観戦を許可されず、試合の放送も行われなかった。試合は両チームともにゴール無しだった。一方、金と文は親密で誠実な関係を続けていた。
2019年の韓国国防白書において、北朝鮮は史上初めて「敵」や「脅威」と表現されなかった。北朝鮮を明確に敵と呼ばなかったものの、同国の大量破壊兵器が朝鮮半島の平和と安定を脅かしていることには言及している。

### 2020年
2020年6月9日、北朝鮮は韓国との通信ラインを遮断し始めた。これは、北朝鮮政府が韓国政府に対し、脱北活動家が国境を越えて反政府ビラを送るのを韓国側が止めなかったことなどについて繰り返し警告していた後のことである。朝鮮中央通信は「韓国とのすべての接触手段を完全に遮断し、不要なものを取り除くという決意の第一歩」と表現した。金正恩の妹金与正は、北朝鮮が韓国を敵とみなし始めたとする声明を朝鮮労働党中央委員会の金英哲副委員長とともに公表した。これらの行動に先立つこと1週間、金与正は脱北者を「人間のクズ」「雑種犬」と呼んだ。通信ラインの遮断によって2018年の合意は実質的に否定された。
6月13日、金与正は「遠くない時期に役立たずの南北共同連絡事務所が完全に崩壊する悲劇的な光景を見ることになる」と警告した。同月16日、北側は国境から撤退した部隊を以前駐留していた場所に戻すと脅した。同日中、開城特別市の南北共同連絡事務所は北朝鮮政府によって爆破された。COVID-19流行を受け、韓国側の使節は1月に事務所から退去していた。2020年6月5日、北朝鮮の李善権外相は米韓朝間の平和への見通しは「暗い悪夢の中に消えていった」と語った。同月21日、韓国は北朝鮮に対し、国境を越えて宣伝ビラを送付しないよう要請した。この要請は、1200万枚のビラを送る用意があるとする北の表明を受けたもので、北朝鮮側のビラ送付は韓国に対する最大の心理作戦となる可能性がある。
同年12月14日、韓国の国会では北朝鮮に対する宣伝ビラ送付を禁ずる法案が可決した。同法案では長年にわたって行われてきた、風船による大規模なビラ送付だけでなく、軍事境界線を越える川伝いにビラを瓶で流す行為も対象とされた。法案は可決3か月後に施行され、違反者は3年以下の懲役または3000万ウォン以下の罰金が科せられるとする。

### 2021年
2021年2・3月、韓国は国防白書で日本の地位を下げる一方、北朝鮮に対しては「敵国」表現の不使用を継続した。
同年10月4日の声明で、韓国統一部は南北通信ラインは復旧されたと述べた。復旧は韓国側との対話を再開するとした金委員長の宣言を受けたものだった。韓国国防部は、両国の軍隊が東海岸と西海岸に沿ったホットラインを復活させたと公表した。

### 芸術面
『愛の不時着』（ハングル: 사랑의 불시착; RR: Sarangui Bulsichak; MR: Sarangŭi pulshich'ak）は2019年から2020年にかけて韓国で放送されたテレビドラマであり、李政孝（イ・ジョンヒョ）が監督を務め、ヒョンビン、ソン・イェジン、キム・ジョンヒョン、ソ・ジヘらが出演した。誤って北朝鮮に不時着した韓国人女性を描く。韓国ではtvNで、世界ではNetflixによって2019年12月14日から2020年2月16日にかけて放送された。
『白頭山大噴火』（ハングル: 백두산; ハンチャ: 白頭山; RR: Baekdusan）は2019年に公開された韓国のアクション映画であり、イ・ヘジュンとキム・ビョンソが監督を務め、イ・ビョンホン、ハ・ジョンウ、マ・ドンソク、ペ・スジ、チョン・ヘジンらが出演した。映画は韓国で2019年12月に公開された。映画では白頭山が噴火し、韓国と北朝鮮で大地震が生じている。

## 尹錫悦政権
2021年の選挙期間中、尹錫悦は北朝鮮からの脅威があれば戦術核兵器の再配備を米軍に頼むだろうと語った。マーク・ランバート日韓国務次官補代理は米国の方針に反するとして尹の呼びかけを拒否した。
2022年11月、米韓合同空中訓練「油断なき嵐」（Vigilant Storm）に対抗して、北朝鮮はミサイル発射実験及び空中訓練を実施した。
2023年4月7日、北朝鮮は南北間の連絡回線を切断し、これ以降韓国側からの呼びかけに一切応答しなくなった。
2023年11月、北朝鮮の衛星打ち上げに伴い、南北両政府は2018年9月の南北首脳会談で両国間の緊張緩和のため締結された包括的合意を停止した。
2024年1月15日、金正恩は平和的な再統一がもはや不可能になったとし、韓国を北朝鮮憲法で敵対国として名指しすべきだと提案した。同時に祖国平和統一委員会、民族経済協力局、金剛山国際観光局の廃止を発表した。平壌の祖国統一三大憲章記念塔は直後の同月中に破壊された。
2024年6月4日、韓国の国務会議は北朝鮮から送られる風船によって境界線の緊張が高まっているとして、2018年板門店宣言を停止すると発表した。同月9日、平壌政府が300以上のごみ風船を送ってきた後、韓国は拡声器による反北朝鮮プロパガンダ放送を再開すると発表した。韓国軍は2024年6月8日以来、330の風船を認識しており、うち80が韓国領内で見つかったとしている。大統領府は拡声器を通して北朝鮮軍および市民に希望のメッセージを伝えるとしている。K-POPやドル紙幣、反金正恩プロパガンダを載せた風船を韓国側の活動家が数週間にわたって打ち上げたことに続くもので、北朝鮮政府を激怒させた。拡声器による放送は、韓国が2018年の緊張緩和協定を中断し、プロパガンダ活動や国境付近での軍事演習の可能性を認めた後に再開された。
韓国は北朝鮮ドローンを撃墜するため、2024年中に世界初のレーザー兵器配備へ踏み切ると発表した。ハンファ・エアロスペースと共同開発した安価で視認できないレーザーは、数秒以内にドローンのエンジンを焼くことで防衛能力を強化するとした。この行動は2023年12月に北朝鮮ドローンが韓国の領空へ侵入した事件を受けたものであった。
2024年8月26日、北朝鮮国営メディアは自国政府が新型の「自爆ドローン」を公開し、金正恩がその試験を視察したと報じた。ロシアからの技術提供を受けた可能性のあるドローンはランセットに酷似しており、陸海の対象を攻撃できることから韓国内での国防上の懸念を呼び起こした。
2024年10月13日、北朝鮮は直近での韓国によるドローン活動を告発し、ドローンが再び自国領空に侵入すれば「過酷な結果」をもたらすだろうと韓国を脅した。韓国の国防大臣は北朝鮮側の訴えに反論したが、大韓民国合同参謀本部は事件の完全な検証は不可能だと述べた。
2024年10月15日、北朝鮮は南北連絡道路を破壊した。韓国は、北朝鮮が南北朝鮮の完全な断絶を示すつもりだと予測している。その一方で、この道路建設のために韓国は北朝鮮に1億2500万ドルを提供したことから、韓国は北朝鮮に対し返済要求を検討している。
2024年10月24日、韓国の尹錫悦大統領と妻の金建希をターゲットにした、北朝鮮のプロパガンダビラを吊り下げた風船がソウル市内で見つかり、南北間の緊張が高まった。
2024年12月11日、韓国の非常戒厳令危機を受けて北朝鮮側は初の声明を『労働新聞』紙上に掲載し、戒厳令は「狂った行い」であり「数十年前の軍事独裁政権時代のクーデタに類似している」と述べた。また、事件によって「韓国社会の脆弱性があらわになり」尹大統領の政治生命の終わりが近いことを示唆した。紙面上にはソウル市内での尹大統領に対する抗議を写した写真が掲載された  。

## 李在明政権
2025年7月4日、前年12月の非常戒厳について捜査している韓国の内乱特別検察官チームは、前年10月の韓国無人機平壌侵入事件に関して尹錫悦を外患罪で捜査していると発表した。平壌上空に無人機を侵入させることで北朝鮮による韓国への武力攻撃を誘導し、それを口実に非常戒厳を宣布しようとしていたという。
同年7月9日、韓国政府は同年3月と5月にそれぞれ救助した北朝鮮の漂流民計6人を海上で北朝鮮側に引き渡した。引き渡しに際して国連軍司令部を通じた間接的な南北接触が行われ、北朝鮮は韓国側の呼びかけに応答こそしなかったものの、韓国側が通知した時刻・場所に警備艇などを待機させて漂流民の引き渡しを受けた。間接的であるとはいえ南北間が接触したのは2023年4月7日の北朝鮮による南北連絡回線切断以来のこととなり、李在明政権発足後では初となる。